# Thai League Cup 2014
Der Thai League Cup 2014 war die fünfte Saison in der zweiten Ära eines Fußballwettbewerbs in Thailand. Das Turnier wurde von Toyota gesponsert und war daher auch als Toyota League Cup (thailändisch โตโยต้า ลีกคัพ) bekannt.  Das Turnier begann mit der ersten Qualifikationsrunde am 1. Februar 2014 und endete mit dem Finale am 12. Oktober 2014.
Das Preisgeld für den Sieger soll rund 5 Millionen Baht betragen, der Zweitplatzierte wird rund 1 Million Baht erhalten. Das fairste Team erhielt einen Toyota Hilux Vigo, der wertvollster Spieler erhielt einen Toyota Camry Hybrid.

## Termine
| Runde                  | Datum                       |
| ---------------------- | --------------------------- |
| 1. Qualifikationsrunde | 1. Februar 2014             |
| 2. Qualifikationsrunde | 8./9. Februar 2014          |
| 1. Runde               | 1./2. März 2014             |
| 2. Runde               | 29./30. April 2014          |
| Achtelfinale           | 11. Juni 2014               |
| Viertelfinale          | 18. Juni 2014 2. Juli 2014  |
| Halbfinale             | 18. Juli 2014 30. Juli 2014 |
| Finale                 | 12. Oktober 2014            |

## Spiele

### 1. Runde
| Datum                     |                              | Ergebnis              |                      |
| ------------------------- | ---------------------------- | --------------------- | -------------------- |
| 1. März 2014 um 14:30 Uhr | Chachoengsao Hi-Tek FC       | 0:6                   | Bangkok Glass        |
| 1. März 2014 um 15:30 Uhr | Prachinburi United FC        | 0:1                   | Suphanburi FC        |
| 1. März 2014 um 15:30 Uhr | Nakhon Nayok FC              | 0:1                   | Chainat Hornbill FC  |
| 1. März 2014 um 14:30 Uhr | Loei City FC                 | 1:2 n. V.             | Police United        |
| 1. März 2014 um 14:30 Uhr | Chamchuri United FC          | 0:6                   | Osotspa Saraburi     |
| 1. März 2014 um 15:15 Uhr | Bangkok Christian College FC | 0:3                   | Chiangrai United     |
| 1. März 2014 um 16:30 Uhr | Nakhon Si Thammarat FC       | 1:5                   | PTT Rayong FC        |
| 1. März 2014 um 17:00 Uhr | Phuket FC                    | 2:1                   | Sisaket FC           |
| 1. März 2014 um 17:00 Uhr | RBAC FC                      | 0:1                   | Air Force Central    |
| 1. März 2014 um 17:00 Uhr | Chiangrai City FC            | 4:0                   | Chiangmai FC         |
| 1. März 2014 um 17:00 Uhr | Khon Kaen FC                 | 1:1 n. V. (3:5 i. E.) | Pattaya United       |
| 1. März 2014 um 17:00 Uhr | Rayong FC                    | 0:1                   | Samut Songkhram FC   |
| 1. März 2014 um 17:00 Uhr | Uttaradit FC                 | 2:2 n. V. (1:2 i. E.) | Singhtarua           |
| 1. März 2014 um 17:00 Uhr | Muangkan United FC           | 2:3                   | Nakhon Ratchasima FC |
| 2. März 2014 um 14:30 Uhr | Singburi Bangrajun FC        | 2:3                   | Angthong FC          |
| 2. März 2014 um 14:30 Uhr | Thonburi City FC             | 0:4                   | Bangkok FC           |
| 2. März 2014 um 15:00 Uhr | Samut Sakhon FC              | 1:0                   | Songkhla United FC   |
| 2. März 2014 um 15:30 Uhr | Marines Eureka FC            | 1:3                   | Ayutthaya FC         |
| 2. März 2014 um 15:30 Uhr | Petchaburi FC                | 0:2                   | BEC Tero Sasana FC   |
| 2. März 2014 um 15:30 Uhr | Mahasarakham FC              | 0:3                   | Buriram United       |
| 2. März 2014 um 17:00 Uhr | Roi Et United FC             | 0:1                   | Chonburi FC          |
| 2. März 2014 um 17:00 Uhr | Udon Thani FC                | 1:2                   | Ratchaburi Mitr Phol |
| 2. März 2014 um 17:30 Uhr | Sukhothai FC                 | 1:2                   | BBCU FC              |
| 2. März 2014 um 18:00 Uhr | Samut Prakan United FC       | 2:3 n. V.             | TTM Customs FC       |
| 2. März 2014 um 18:00 Uhr | Ranong United FC             | 2:2 n. V. (3:2 i. E.) | Bangkok United       |
| 2. März 2014 um 18:00 Uhr | Lampang FC                   | 0:1                   | Sriracha FC          |
| 2. März 2014 um 18:00 Uhr | Trang FC                     | 1:0                   | Army United          |
| 2. März 2014 um 18:00 Uhr | Navy FC                      | 4:0                   | TOT SC               |
| 2. März 2014 um 18:00 Uhr | Krabi FC                     | 2:1                   | Phitsanulok FC       |
| 2. März 2014 um 18:00 Uhr | Nakhon Pathom United FC      | 1:2 n. V.             | Muangthong United    |

### 2. Runde
| Datum                       |                      | Ergebnis              |                      |
| --------------------------- | -------------------- | --------------------- | -------------------- |
| 29. April 2014 um 16:00 Uhr | TTM Customs FC       | 2:1                   | Samut Songkhram FC   |
| 29. April 2014 um 18:00 Uhr | Ayutthaya FC         | 0:3                   | Osotspa              |
| 29. April 2014 um 18:00 Uhr | Nakhon Ratchasima FC | 1:1 n. V. (4:3 i. E.) | Singhtarua           |
| 29. April 2014 um 18:30 Uhr | Navy FC              | 1:2                   | Ratchaburi Mitr Phol |
| 29. April 2014 um 18:30 Uhr | Phuket FC            | 1:1 n. V. (4:2 i. E.) | Police United        |
| 30. April 2014 um 16:00 Uhr | Sriracha FC          | 2:3                   | Pattaya United       |
| 30. April 2014 um 16:00 Uhr | Surat Thani FC       | 1:2                   | Chiangrai United     |
| 30. April 2014 um 17:30 Uhr | Samut Sakhon FC      | 3:4                   | Bangkok Glass        |
| 30. April 2014 um 18:00 Uhr | Chiangrai City FC    | 0:1                   | Muangthong United    |
| 30. April 2014 um 18:00 Uhr | Ranong United FC     | 1:2                   | PTT Rayong FC        |
| 30. April 2014 um 18:00 Uhr | Angthong FC          | 1:1 n. V. (5:6 i. E.) | Buriram United       |
| 30. April 2014 um 18:00 Uhr | Krabi FC             | 3:1                   | Air Force Central    |
| 30. April 2014 um 18:00 Uhr | BBCU FC              | 1:1 n. V. (7:6 i. E.) | Suphanburi FC        |
| 30. April 2014 um 18:00 Uhr | Bangkok FC           | 1:1 n. V. (4:5 i. E.) | Chonburi FC          |
| 30. April 2014 um 18:00 Uhr | Trang FC             | 0:2                   | Chainat Hornbill FC  |
| 30. April 2014 um 18:00 Uhr | Ubon Ratchathani FC  | 1:4                   | BEC Tero Sasana FC   |

### Achtelfinale
| Datum                     |                      | Ergebnis              |                    |
| ------------------------- | -------------------- | --------------------- | ------------------ |
| 11 Juni 2014 um 18:00 Uhr | Pattaya United       | 0:2                   | BEC Tero Sasana FC |
| 11 Juni 2014 um 18:00 Uhr | TTM Customs FC       | 1:3                   | Buriram United     |
| 11 Juni 2014 um 18:00 Uhr | BBCU FC              | 1:6                   | Muangthong United  |
| 11 Juni 2014 um 18:00 Uhr | Chainat Hornbill FC  | 3:2                   | Osotspa            |
| 11 Juni 2014 um 18:00 Uhr | Krabi FC             | 2:2 n. V. (2:4 i. E.) | PTT Rayong FC      |
| 11 Juni 2014 um 18:00 Uhr | Ratchaburi Mitr Phol | 2:1                   | Chonburi FC        |
| 11 Juni 2014 um 18:30 Uhr | Phuket FC            | 0:1                   | Bangkok Glass      |
| 11 Juni 2014 um 19:00 Uhr | Nakhon Ratchasima FC | 2:0                   | Chiangrai United   |

### Viertelfinale
| Datum                     |                   | Ergebnis |                   |
| ------------------------- | ----------------- | -------- | ----------------- |
| 18 Juni 2014 um 18:00 Uhr | Buriram United    | 0:0      | Muangthong United |
| 2. Juli 2014 um 19:00 Uhr | Muangthong United | 0:1      | Buriram United    |
| Gesamt:                   | Buriram United    | 1:0      | Muangthong United |

| Datum                     |                      | Ergebnis |                      |
| ------------------------- | -------------------- | -------- | -------------------- |
| 18 Juni 2014 um 19:00 Uhr | Nakhon Ratchasima FC | 3:1      | Chainat Hornbill FC  |
| 2. Juli 2014 um 18:00 Uhr | Chainat Hornbill FC  | 2:1      | Nakhon Ratchasima FC |
| Gesamt:                   | Nakhon Ratchasima FC | 4:3      | Chainat Hornbill FC  |

| Datum                     |                      | Ergebnis |                      |
| ------------------------- | -------------------- | -------- | -------------------- |
| 18 Juni 2014 um 19:00 Uhr | Ratchaburi Mitr Phol | 3:1      | PTT Rayong FC        |
| 2. Juli 2014 um 18:00 Uhr | PTT Rayong FC        | 1:0      | Ratchaburi Mitr Phol |
| Gesamt:                   | Ratchaburi Mitr Phol | 3:2      | PTT Rayong FC        |

| Datum                     |                    | Ergebnis |                    |
| ------------------------- | ------------------ | -------- | ------------------ |
| 18 Juni 2014 um 19:00 Uhr | Bangkok Glass      | 0:0      | BEC Tero Sasana FC |
| 2. Juli 2014 um 19:00 Uhr | BEC Tero Sasana FC | 1:0      | Bangkok Glass      |
| Gesamt:                   | Bangkok Glass      | 0:1      | BEC Tero Sasana FC |

### Halbfinale
| Datum                      |                      | Ergebnis |                      |
| -------------------------- | -------------------- | -------- | -------------------- |
| 18. Juli 2014 um 18:00 Uhr | Buriram United       | 1:0      | Ratchaburi Mitr Phol |
| 30. Juli 2014 um 19:00 Uhr | Ratchaburi Mitr Phol | 1:2      | Buriram United       |
| Gesamt:                    | Buriram United       | 3:1      | Ratchaburi Mitr Phol |

| Datum                      |                      | Ergebnis |                      |
| -------------------------- | -------------------- | -------- | -------------------- |
| 18. Juli 2014 um 18:00 Uhr | BEC Tero Sasana FC   | 1:0      | Nakhon Ratchasima FC |
| 30. Juli 2014 um 19:00 Uhr | Nakhon Ratchasima FC | 2:4      | BEC Tero Sasana FC   |
| Gesamt:                    | BEC Tero Sasana FC   | 5:2      | Nakhon Ratchasima FC |

### Finale
| Datum                         |                | Ergebnis |                    |
| ----------------------------- | -------------- | -------- | ------------------ |
| 12. Oktober 2014 um 18:00 Uhr | Buriram United | 0:2      | BEC Tero Sasana FC |

#### Spielstatistik
| Paarung            | Buriram United – BEC Tero Sasana FC |
| Ergebnis           | 0:2 (0:0) |
| Datum              | 12. Oktober 2014 um 18:00 Uhr |
| Stadion            | Suphachalasai Stadium, Bangkok |
| Schiedsrichter     | Sivakorn Pu-udom |
| Tore               | 0:1 Daiki Iwamasa (75.) 0:2 Georgie Welcome (90.) |
| Buriram United     | Siwarak Tedsungnoen – Theerathon Bunmathan, David Rochela, Chitipat Tanklang, Suree Sukha, Andrés Túñez – Jakkaphan Kaewprom, Surat Sukha (23. Adisak Kraisorn), Anawin Jujeen (81. Nitipong Selanon), Manuel Redondo (83. Kim Bum-joon) – Javier Patiño Cheftrainer: Alexandre Gama ( Brasilien)                               |
| BEC Tero Sasana FC | Todsaporn Sri-reung – Adisorn Promrak, Daiki Iwamasa, Apichet Puttan, Narubadin Weerawatnodom (59. Otman Djellilahine), Anucha Kitphongsri – Rangsan Viwatchaichok , Shō Shimoji, Chanathip Songkrasin (90.+3 Tristan Do), Tanaboon Kesarat – Radomir Đalović (83. Georgie Welcome) Cheftrainer: Jose Alves Borges ( Brasilien) |
| Gelbe Karten       | Chitipat Tanklang (35.), Theerathon Bunmathan (45.), Andrés Túñez (55.) – Rangsan Viwatchaichok (65.) |

#### Auswechselspieler
| Auswechselspieler | Auswechselspieler |
| --- | --- |
| Buriram United | BEC Tero Sasana FC |
| - Yotsapon Teangdar - Tanasak Srisai - Adisak Kraisorn (23.) ▲ - Kim Bum-joon (83.) ▲ - Anon Amornlerdsak - Nitipong Selanon (81.) ▲ | - Prasit Padungchok - Ekkapoom Potharungroj - Naruphol Ar-romsawa - Jaturong Pimkoon - Nukoolkit Krutyai - Otman Djellilahine (59.) ▲ - Georgie Welcome (83.) ▲ - Sompob Nilwong - Tristan Do (90.+3) ▲ |